# Thilo Weichert

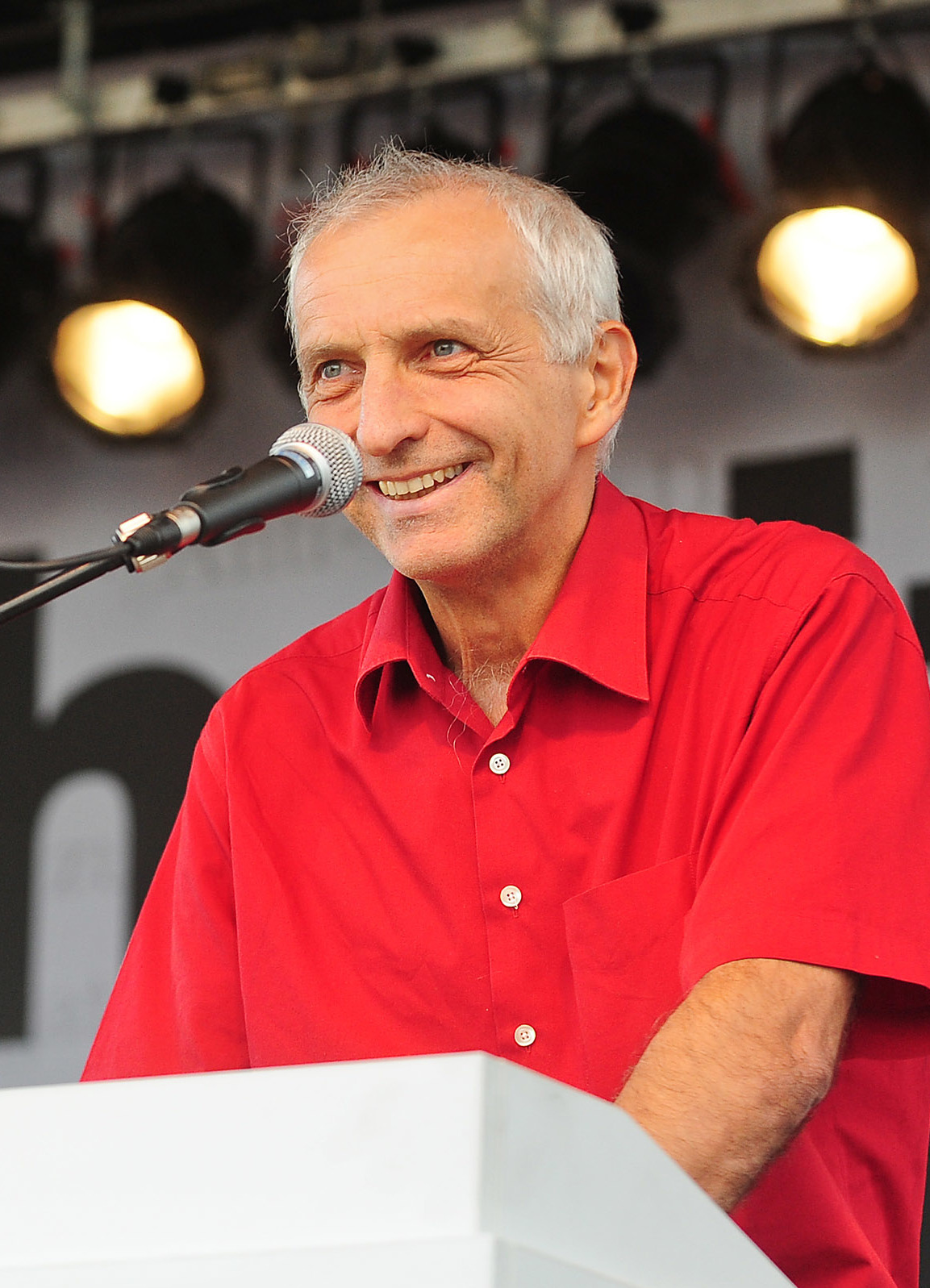
Thilo Weichert auf der Demonstration „Freiheit statt Angst“, im September 2009

Thilo Weichert (* 30. Oktober 1955 in Marbach am Neckar) ist ein deutscher Jurist und war von 2004 bis 2015 Datenschutzbeauftragter des Landes Schleswig-Holstein.

## Leben
Weichert studierte Rechts- und Politikwissenschaften an den Universitäten Freiburg und Genf. Weichert promovierte mit einer Arbeit zum Datenschutz im strafrechtlichen Ermittlungsverfahren. Von 1984 bis 1986 war er über das Zweitmandat im Wahlkreis Freiburg II (Wahlkreis 47) Mitglied des Landtags von Baden-Württemberg in der Fraktion der Die Grünen. Sein Mandat nahm anschließend gemäß der damals bei den Freiburger Grünen üblichen Zweijahresrotation Klaus-Dieter Käser ein. Es folgten ausgedehnte Auslandsaufenthalte in Frankreich, den USA und der Dominikanischen Republik. Beruflich war Weichert als Rechtsanwalt in Freiburg im Breisgau, parlamentarischer Berater in Stuttgart und Dresden, Publizist sowie als Hochschuldozent in Freiburg und Hannover tätig.
Im Jahr 1991 bewarb er sich als Kandidat von Bündnis 90 um das Amt des Datenschutzbeauftragten des Landes Brandenburg, scheiterte jedoch. Die FDP-Abgeordnete Rosemarie Fuchs warf ihm damals vor, ein „Anarchist“ zu sein, „der sich öffentlich rühmt, ab und zu Rechtsbrüche zu begehen“. In diesem Zusammenhang geriet der damalige Präsident des Bundesamts für Verfassungsschutz, Eckart Werthebach, unter Verdacht, vertrauliche Informationen über Weichert an Fuchs weitergegeben zu haben. Ein Ermittlungsverfahren gegen Werthebach wegen Geheimnisverrats wurde jedoch eingestellt.
1991/1992 war Weichert zudem juristischer Berater der Bürgerkomitees zur Auflösung der Staatssicherheit und von 1992 bis 1998 Referent beim Landesbeauftragten für den Datenschutz Niedersachsen. 1998 wurde Weichert stellvertretender Landesbeauftragter für den Datenschutz Schleswig-Holstein; 2000 wurde er stellvertretender Leiter des neu eingerichteten Unabhängigen Landeszentrums für Datenschutz Schleswig-Holstein (ULD).
Bis 2004 war Weichert Vorsitzender der Deutschen Vereinigung für Datenschutz. Seit dem 1. September 2004 war er der Datenschutzbeauftragte des Landes Schleswig-Holstein und Leiter des ULD, am 17. September 2009 wählte der schleswig-holsteinische Landtag Weichert einstimmig für weitere fünf Jahre zum Leiter des ULD. Seine zweite Wiederwahl am 10. Juli 2014 scheiterte, da er bei der Abstimmung eine Stimme zu wenig erhielt. Bis zur Wahl seiner Nachfolgerin Marit Hansen am 15. Juli 2015 übte Weichert das Amt weiterhin aus.
2003 war Weichert als Nachfolger für den damaligen Bundesdatenschutzbeauftragten Joachim Jacob im Gespräch, wurde jedoch als nicht mehrheitsfähig angesehen. Stattdessen wählte der Deutsche Bundestag Peter Schaar zum Nachfolger Jacobs. Im Oktober 2008 wurde er vom Bund Deutscher Kriminalbeamter als Nachfolger des Bundesdatenschutzbeauftragten Peter Schaar vorgeschlagen. Schaar wurde aber vom Deutschen Bundestag bestätigt.
Weichert ist Mitglied im Netzwerk Datenschutzexpertise, im Vorstand der Deutschen Vereinigung für Datenschutz e. V. und langjähriges Jurymitglied der deutschen BigBrotherAwards.

## Auseinandersetzung mit Facebook
Thilo Weichert kämpfte in seiner Funktion als oberster Datenschutzbeauftragter Schleswig-Holsteins seit geraumer Zeit dafür, dass Facebook keine Profile von Benutzern aus dem Bundesland in den Vereinigten Staaten speichert. Viele Datenschützer anderer Bundesländer haben Weichert in seiner Kritik unterstützt. Zeitweilig drohte Weichert den Betreibern von Webseiten mit einer Facebook-Anbindung Ordnungsgelder von bis zu 50.000 Euro öffentlich an. Im Oktober 2011 kam Bewegung in den Streit, da Facebook eine Prüfung der technischen Notwendigkeit angekündigt hat. Thilo Weichert zeigte sich zuversichtlich, den Konflikt mit den angekündigten Maßnahmen beenden zu können.
Weichert hält das Geschäftsmodell von Facebook für unvereinbar mit deutschen und europäischen Datenschutzregeln. Anlässlich des Börsengangs von Facebook äußerte er im Mai 2012:

„Die bisherigen Kapitalwerte von Facebook beruhen auf einem datenschutzwidrigen Vorgehen, das gegen deutsches und europäisches Recht verstößt. […] Wer als Aktionär spekuliert, muss damit rechnen, dass, wenn sich der Datenschutz in Deutschland und Europa mit seinen Belangen durchsetzt, das Geschäftsmodell von Facebook in sich zusammenbricht.“

## Schriften
- Informationelle Selbstbestimmung und strafrechtliche Ermittlung – Zum verfassungskonformen Technikeinsatz im Strafverfahren. Diss. jur., Centaurus-Verlag, Pfaffenweiler 1990, ISBN 3-89085-515-6.
- Kommentar zum Ausländerzentralregistergesetz. Luchterhand-Verlag, Neuwied 2001, ISBN 3-472-03534-X.
- Kriminalitätsbekämpfung oder lückenlose Überwachung? – Die Vorratsdatenspeicherungs-Debatte. 2002. Download als PDF-Datei (80 KByte) von der Website der Deutschen Vereinigung für Datenschutz.
- Sicherheit, Kriminalität und Grundrechte in der informatisierten Risikogesellschaft. In: Humanistische Union e. V. (Hrsg.): Innere Sicherheit als Gefahr. 1. Auflage, Berlin 2003, S. 19–31, ISBN 3-930416-23-9.
- Sicherheitsbehördliche Datenverarbeitung – Bestand und Perspektiven. In: Humanistische Union e. V. (Hrsg.): Innere Sicherheit als Gefahr. 1. Auflage, Berlin 2003, S. 303–314, ISBN 3-930416-23-9.
- Von der Notwendigkeit der Reform der deutschen Geheimdienste nach dem 11. September. 2003. Download als PDF-Datei von der Website der Deutschen Vereinigung für Datenschutz.
- Die elektronische Gesundheitskarte. In: Datenschutz und Datensicherheit 2004, S. 391–403. Download als PDF-Datei (136 KByte).
- EU-Datenschutz-Grundverordnung und BDSG-neu. Kompaktkommentar. 1. Auflage. Bund-Verlag, Frankfurt am Main 2018, ISBN 978-3-7663-6615-3 (1379 S., gemeinsam mit Wolfgang Däubler, Peter Wedde und Imke Sommer).